# Pilostyles
Genre
Synonymes
- Berlinianche (Harms) Vattimo[2]

Pilostyles est un genre de plantes dicotylédones de la famille des Apodanthaceae, originaire de diverses régions tropicales, qui comprend une vingtaine d'espèces acceptées. Ce sont des espèces de plantes endoparasites, dépourvues de racines et de chlorophylle, qui vivent à l'intérieur de leur hôte et restent invisibles jusqu'à la floraison, lorsque les fleurs de quelques millimètres de diamètre (par exemple les minuscules fleurs de 2 mm chez la pilostyles thurberi) émergent à la surface des tissus de l'hôte. Ces parasites dioïques sont spécialisés dans les espèces ligneuses de Fabaceae.  

## Liste d'espèces
Selon The Plant List (26 janvier 2020) :
- Pilostyles berteroi Guill.
- Pilostyles blanchetii (Gardner) R. Br.
- Pilostyles calliandrae (Gardner) R. Br.
- Pilostyles caulotreti (H.Karst.) Hook.f.
- Pilostyles covillei Rose
- Pilostyles galactiae Ule
- Pilostyles globosa (S. Watson ex B.L. Rob.) Solms
- Pilostyles glomerata Rose
- Pilostyles goyazensis Ule
- Pilostyles hamiltonii C.A. Gardner
- Pilostyles haussknechtii Boiss.
- Pilostyles ingae (H. Karst.) Hook. f.
- Pilostyles mexicana (Brandegee) Rose
- Pilostyles palmeri Rose
- Pilostyles pringlei (S. Watson ex B.L. Rob.) Rose
- Pilostyles sessilis Rose
- Pilostyles stawiarskii Vattimo-Gil
- Pilostyles thurberi A. Gray
- Pilostyles ulei Solms